# Derya Karabulut
Pour les articles homonymes, voir Karabulut.
Derya Karabulut est une ancienne joueuse de volley-ball turque née le 1er juillet 1984 à Şişli (İstanbul). Elle mesure 1,79 m et jouait au poste de passeuse. 

## Clubs
| Club                 | De        | À         |
| -------------------- | --------- | --------- |
| Şişlispor İstanbul   | 2003-2004 | 2003-2004 |
| Beşiktaş İstanbul    | 2004-2005 | 2004-2005 |
| UPS İstanbul         | 2007-2008 | 2007-2008 |
| Kocaeli BB Kağıtspor | 2008-2009 | 2008-2009 |
| İller Bankası Ankara | 2009-2010 | 2009-2010 |
| Emlak TOKİ Ankara    | 2010-2011 | 2010-2011 |
| Pursaklar Belediyesi | 2011-2011 | 2011-2011 |
| Trabzon İdmanocağı   | 2011-2012 | 2011-2012 |
| Ereğli Belediye      | 2012-2013 | 2012-2013 |